# Pere Viñas i Renom
Pere Viñas i Renom   (Badalona, 1836 - 1901) fou un industrial català.

## Biografia
El 1879, va fundar una fàbrica a Sant Martí de Provençals, localitat on es concentrava la indústria farinera, productora de les populars galetes maria. La fàbrica era coneguda popularment com La Galeta.
Políticament era republicà federal i defensor del moviment cooperativista, va presidir el primer Congrés Cooperatiu Catalano-Balear a Barcelona el 1899. Antic i provat federal segons Rodríguez Solís, se l'enquadra entre aquells burgesos d'extracció social popular i opció republicana d'origen, enriquits després de la revolució de 1868 i que mai va acabar de desvincular-se de les seves conviccions tot i el seu ascens social. Amb tot, durant els darrers anys del segle xix, moment en què la política local estava dominada pel caciquisme, va exercir una certa influència a Badalona, a favor del Partit Liberal, del qual formava part el seu germà Francesc Viñas, alcalde de la ciutat de Badalona dues vegades.
Protector de les societats corals badalonines, en concret fou president honorari de la Societat Coral La Badalonense el 1858, que va donar aquest nom definitiu al cor, a instàncies d'Anselm Clavé.